# De zeven snaren
De zeven snaren is het tweeënzeventigste stripverhaal uit de reeks van Suske en Wiske. Het is geschreven door Willy Vandersteen en gepubliceerd in De Standaard en Het Nieuwsblad van 5 augustus 1967 tot en met 15 december 1967. 
De eerste albumuitgave in de Vierkleurenreeks was in april 1968, met nummer 79.

## Locaties
- Een dorp in België (of Nederland)[1], getroffen door een tornado, de Noordzee, Ierland met berg met burcht en buskruitmagazijnen in stenen hutten

## Personages
- Suske, Wiske, tante Sidonia, Lambik, Jerom, professor Barabas, Lowie en andere politieagenten, Lowie en andere brandweermannen, Antanneke (heks), Mac Monocel (tovenaar), Grootmeester van de Orde der tovenaars, Blacksoul en zijn bende struikrovers, Willy Vandersteen en andere voorbijgangers

## Uitvindingen
- Een zendertje verstopt in een schoenzool, de gyronef, een miniatuur-teletijdmachine en de normale teletijdmachine

## Het verhaal
Suske, Wiske en tante Sidonia bezoeken een dorp dat getroffen is door een tornado. Op de terugweg slaat de bliksem vlak voor hun auto in een eeuwenoude eik. Tante Sidonia kan de vallende boom nog net ontwijken. Onder de eik vinden de vrienden een geheime put, die ze niet kunnen openen. Wiske neemt een plakkaat mee en leest dat Antanneke, een toverheks uit de zestiende eeuw, opgesloten is in de vergeetput. Als de vrienden terugrijden, blijkt de put ineens open te zijn. Tante Sidonia valt in de put, en ze vliegt op een bezem de lucht in. 
Tante Sidonia krijgt door hoe ze de bezem moet besturen en gaat samen met Suske en Wiske naar Jerom. Die gelooft het verhaal eerst niet als de auto van tante Sidonia voor het huis blijkt te staan, maar dan verschijnt Antanneke in het huis. De heks vertelt dat ze zichzelf honderden jaren in slaap heeft getoverd toen ze in de vergeetput werd opgesloten en ze is van plan veel leed over de mensen uit te storten. Bovendien kent ze het geheim van de Zeven Snaren. Jerom vraagt de heks om zichzelf te verkleinen en sluit haar dan op in een glazen pot. De vrienden waarschuwen de politie, maar hun verhaal wordt niet geloofd.
Als Lambik thuiskomt hoort hij het verhaal van zijn vrienden, maar hij is alleen geïnteresseerd in de Zeven werken van Barmhartigheid. Lambik heeft alle voorbijgangers er al naar gevraagd en ook zijn vrienden kunnen deze werken niet opnoemen. Antanneke vertelt Lambik dat een tovenaar de Harp met de Zeven Snaren heeft verstopt; daardoor worden de zeven werken van barmhartigheid niet meer uitgeoefend door de mensen. Lambik laat de heks uit de fles en ze gaat met de bezem op weg naar de Harp met de Zeven Snaren om deze te vernietigen. Lambik geeft een dronken man nog een borrel in het café en geeft zijn jas en bolhoed aan “Het meisje met het Geitje” van Courbier. Ook geeft Lambik een slapende man te eten en hij koopt een vis om deze in de tuin van tante Sidonia te begraven, maar zijn goede daden pakken niet goed uit. Antanneke heeft Lambik gevolgd en houdt de vrienden onder schot, maar Jerom en professor Barabas arriveren en verslaan de heks met een slaapmiddel.
Professor Barabas ondervraagt Antanneke. Die vertelt dat in haar tijd de schatkist altijd leeg was, de regeerders verhoogden hun eigen loon en lieten de bevolking nog hogere belastingen betalen. De bevolking kwam in opstand en deze opstandelingen werden vervolgd, ze leerden elkaar duistere kunsten om aan de vervolging te ontsnappen. Ze werden van tovenarij en allerlei andere kwade daden beschuldigd, de bevolking begon hen als heksen en tovenaars te vrezen en verraadden de opstandelingen. Verbolgen over de heksenjacht besloten de opstandelingen hun kennis alleen nog te gebruiken om de wereld te sarren en plagen, tovenaar Mac Monocel stal de Harp met de Zeven Snaren en verstopte deze in zijn burcht.
Antanneke ontsnapt op haar bezem, maar professor Barabas heeft een zendertje in de hak van haar schoen verstopt. De vrienden vliegen met de gyronef over de Noordzee richting Ierland, Antanneke komt aan bij de berg waarop de burcht van Mac Monocel staat en loopt door de dikke mist naar boven. Antanneke gaat door de geheime gang achter de vuurplaats naar de bergplaats van de Harp, maar de Harp is niet op zijn plaats en de heks ziet de vrienden het kasteel naderen. De vrienden volgen het signaal van de zender en vinden de schoen van Antanneke in een kist. Antanneke kan bijna ontsnappen, maar het lukt Jerom om de heks opnieuw in een pot op te sluiten nadat ze zich weer heeft verkleind. Professor Barabas heeft Jerom een miniatuur-teletijdmachine meegegeven en de vrienden bouwen deze machine op, alleen Suske en Wiske passen in de cabine en worden naar de zestiende eeuw geflitst. Nadat de kinderen zijn vertrokken ontdekken de vrienden dat Antanneke uit de pot is ontsnapt.
Suske en Wiske ontmoeten Mac Monocel en helpen hem nadat hij gewond is geraakt tijdens een vossenjacht. De kinderen brengen de tovenaar naar zijn burcht en zien een kaars op een rots, Mac Monocel vertelt dat deze kaars brandt ter nagedachtenis van een heks die levend begraven is op het vasteland (Antanneke). De kinderen overnachten in het kasteel en zien ’s nachts een Grootmeester van de Orde der tovenaars arriveren. De Grootmeester wil dat Mac Monocel de Harp met de Zeven Snaren vernietigt en geeft de tovenaar een bijl. Mac Monocel weigert echter de Harp te vernietigen en de Grootmeester geeft hem nog drie dagen, daarna zal de toverkracht van Mac Monocel worden afgenomen. Suske en Wiske krijgen de Harp in handen, maar dan blijkt dat Antanneke ook in het verleden is aangekomen door in haar kleine gedaante stiekem met de vrienden mee te liften, en de heks gaat er met de Harp vandoor. De heks raakt de Harp kwijt en deze wordt aan een snaar kilometers weggekatapulteerd. Suske en Wiske gaan met de vliegende bezem op zoek naar de Harp. Dan ontmoeten ze Blacksoul en diens bende struikrovers, die ook in de Harp zijn geïnteresseerd. De bezem vliegt in brand door de geweerschoten en komt in de stenen hut, waarop de Harp ligt, terecht. Deze hut blijkt het geheime buskruitmagazijn van Blacksoul te zijn. Het ontploft, en de Harp verdwijnt in de wolken. 
Mac Monocel heeft Antanneke gevonden en het paar denkt dat ze hun toverkracht kwijt zijn geraakt. Suske en Wiske komen naar het kasteel en vragen zich af of de Harp is vernietigd door de ontploffing; in hun tijd zijn de werken van barmhartigheid aan het verdwijnen.
Het lukt niet om Suske en Wiske met de miniatuur-teletijdmachine naar hun eigen tijd terug te flitsen en Jerom vertrekt met de gyronef om de normale teletijdmachine te halen. De burcht van Mac Monocel wordt door de bende van Blacksoul belegerd en Wiske wordt door de hoofdman gevangengenomen, maar door hulp van Antanneke kan ze ontsnappen. Blacksoul wordt geraakt door een schot van zijn eigen mannen en dan gevangengenomen in het kasteel, Antanneke brengt de gewonde man eten en drinken. Blacksoul krijgt nieuwe kleding van Mac Monocel en Antanneke begraaft een dode muis die in de ontploffing is gebleven. Ze hebben nu al vele werken van barmhartigheid uitgevoerd zonder het zelf te beseffen. Mac Monocel wil dat Blacksoul zijn mannen laat stoppen met de belegering van het kasteel, maar de hoofdman weigert en wil de Harp met de Zeven Snaren. Antanneke en Mac Monocel vertellen dat ze hun toverkracht verloren zijn en dat de Harp waarschijnlijk is vernietigd door hun toedoen.
Suske en Wiske verslaan de hoofdman en beschermen het paar tegen de roversbende die het kasteel inmimddels binnengedrongen is. Dan arriveren Lambik en Jerom ook in het verleden en met hun hulp wordt de roversbende verslagen en uit het kasteel gegooid. Antanneke en Mac Monocel vertellen dat ze nu naar het rijk der legendes worden verbannen om latere schrijvers gelegenheid te geven om sprookjes te schrijven en ze worden dan door de Grootmeester opgehaald. Lambik verzucht dat in zijn tijd de gespijzigden op dieet worden gezet, de gelaafden moeten blazen bij alcoholcontroles en de geklede mens minimode wordt opgedrongen. De vrienden worden naar hun eigen tijd geflitst en horen op de radio dat een Russische en een Amerikaanse satelliet aan elkaar zijn gekoppeld in de ruimte, maar dat de signalen die de satellieten uitzenden worden gestoord door een onverklaarbare zachte muziek. 
De vrienden zijn blij dat alle mensen ter wereld voortaan de tonen van de Harp met de Zeven Snaren zullen kunnen horen en de werken van barmhartigheid kunnen uitvoeren.

## Achtergronden bij het verhaal
- Het verhaal lijkt in feite te gaan over de vervolging van de katharen in Frankrijk. Veel van deze vervolgden wisten naar Ierland te vluchten. (Zie ook: inquisitie en heksenvervolging).
- Op 25 juni 1967, toen dit verhaal voor het eerst in de krant liep, werden de dorpen Oostmalle, Chaam en Tricht door een tornado vernield. Het begin van De zeven snaren haakt dus rechtstreeks in op de actualiteit van dat moment.
- De eerste man aan wie Lambik in strook 23 vraagt de Zeven werken van Barmhartigheid op te sommen is een karikatuur van Vandersteen zelf.
- Lambik is erg teleurgesteld als hij ontdekt dat niemand in zijn tijd alle Zeven werken van Barmhartigheid kan opnoemen. Antanneke kent als enige de zeven werken van barmhartigheid, maar ze houdt Lambik voor de gek en vertelt dat men de gevangenen moet verlossen.
- In strook 33 kleedt Lambik het standbeeld, "Het Meisje met het Geitje" door de Franse beeldhouwer Marcel Courbier (1898-1976). Dit beeld bestaat echt en is sinds 1932 op de Louiza-Marielei in Antwerpen te bewonderen.
- De manier waarop de hoofdpersonen in dit verhaal in contact komen met het verleden (via een door de bliksem getroffen eik) lijkt sterk op die in Lambiorix.
- Het motief van mensen die verkleind in glazen potten worden opgesloten komt ook vaker terug in de verhalen (zie bijv. De sprietatoom).
- Mac Monocel is een woordspeling op monocle.
- Blacksoul is Engels voor "zwarte ziel."